# Procureur général du cabinet fantôme
Le procureur général du cabinet fantôme (Shadow Attorney General en anglais, littéralement, le « procureur général fantôme ») est une fonction exercée par un membre de la loyale opposition de Sa Majesté. Le devoir du titulaire du poste est de contrôler les actions du procureur général et d'élaborer des politiques alternatives. Le procureur général fantôme n'est pas membre du cabinet fantôme, mais assiste à ses réunions.

## Procureurs généraux fantômes
| Procureur général fantôme | Procureur général fantôme                              | Procureur général fantôme | Début de mandat   | Fin de mandat     | Parti politique | Chef de l'opposition |
| ------------------------- | ------------------------------------------------------ | ------------------------- | ----------------- | ----------------- | --------------- | -------------------- |
|                           | Lord Havers                                            |                           | 18 février 1975   | 4 mai 1979        | Conservateur    | Margaret Thatcher    |
|                           | Samuel Silkin MP pour Dulwich                          |                           | 4 mai 1979        | 14 juillet 1979   | Travailliste    | James Callaghan      |
|                           | John Morris MP pour Aberavon                           |                           | 14 juillet 1979   | 24 novembre 1981  | Travailliste    | James Callaghan      |
| Michael Foot              | John Morris MP pour Aberavon                           |                           | 14 juillet 1979   | 24 novembre 1981  | Travailliste    |                      |
|                           | Peter Archer MP pour Warley West                       |                           | 24 novembre 1981  | 24 novembre 1982  | Travailliste    |                      |
|                           | Arthur Davidson MP pour Accrington                     |                           | 24 novembre 1982  | 9 juin 1983       | Travailliste    |                      |
|                           | John Morris MP pour Aberavon                           |                           | 9 juin 1983       | 2 mai 1997        | Travailliste    |                      |
| Neil Kinnock              | John Morris MP pour Aberavon                           |                           | 9 juin 1983       | 2 mai 1997        | Travailliste    |                      |
| John Smith                | John Morris MP pour Aberavon                           |                           | 9 juin 1983       | 2 mai 1997        | Travailliste    |                      |
| Margaret Beckett          | John Morris MP pour Aberavon                           |                           | 9 juin 1983       | 2 mai 1997        | Travailliste    |                      |
| Tony Blair                | John Morris MP pour Aberavon                           |                           | 9 juin 1983       | 2 mai 1997        | Travailliste    |                      |
|                           | Lord Lyell de Markyate MP pour North East Bedfordshire |                           | 2 mai 1997        | 19 juin 1997      | Conservateur    | John Major           |
|                           | Edward Garnier MP pour Harborough                      |                           | 19 juin 1997      | 13 septembre 2001 | Conservateur    | William Hague        |
| Iain Duncan Smith         | Edward Garnier MP pour Harborough                      |                           | 19 juin 1997      | 13 septembre 2001 | Conservateur    |                      |
|                           | Bill Cash MP pour Stone                                |                           | 14 septembre 2001 | 6 novembre 2003   | Conservateur    |                      |
|                           | Dominic Grieve MP pour Beaconsfield                    |                           | 6 novembre 2003   | 8 septembre 2009  | Conservateur    | Michael Howard       |
| David Cameron             | Dominic Grieve MP pour Beaconsfield                    |                           | 6 novembre 2003   | 8 septembre 2009  | Conservateur    |                      |
|                           | Edward Garnier MP pour Harborough                      |                           | 8 septembre 2009  | 11 mai 2010       | Conservateur    |                      |
|                           | Patricia Scotland                                      |                           | 11 mai 2010       | 7 octobre 2011    | Travailliste    | Harriet Harman       |
| Ed Miliband               | Patricia Scotland                                      |                           | 11 mai 2010       | 7 octobre 2011    | Travailliste    |                      |
|                           | Emily Thornberry MP pour Islington South and Finsbury  |                           | 7 octobre 2011    | 14 septembre 2015 | Travailliste    |                      |
|                           | Baron Bach                                             |                           | 3 décembre 2014   | 14 septembre 2015 | Travailliste    |                      |
| Harriet Harman            | Baron Bach                                             |                           | 3 décembre 2014   | 14 septembre 2015 | Travailliste    |                      |
|                           | Catherine McKinnell MP pour Newcastle upon Tyne North  |                           | 14 septembre 2015 | 11 janvier 2016   | Travailliste    | Jeremy Corbyn        |
|                           | Karl Turner MP pour Kingston upon Hull East            |                           | 11 janvier 2016   | 26 juin 2016      | Travailliste    | Jeremy Corbyn        |
| Vacant                    | Vacant                                                 | Vacant                    | 26 juin 2016      | 6 octobre 2016    |                 | Jeremy Corbyn        |
|                           | Baronne Chakrabarti                                    |                           | 6 octobre 2016    | 6 avril 2020      | Travailliste    | Jeremy Corbyn        |
|                           | Baron Falconer de Thoroton                             |                           | 6 avril 2020      | 29 novembre 2021  | Travailliste    | Keir Starmer         |
|                           | Emily Thornberry MP pour Islington-sud et Finsbury     |                           | 29 novembre 2021  | 5 juillet 2024    | Travailliste    | Keir Starmer         |
|                           | Jeremy Wright MP pour Kenilworth et Southam            |                           | 8 juillet 2024    | En cours          | Conservateur    | Rishi Sunak          |